# Обвинительная речь
Обвини́тельная речь — речь прокурора в судебных прениях. Обвинительная речь представляет собой одну из основных разновидностей судебной речи.
В обвинительной речи поддерживается государственное обвинение, содержится анализ собранных по делу доказательств, высказываются соображения о квалификации преступления, мере наказания и иным вопросам, имеющим значение для вынесения законного и обоснованного приговора.

## Назначение
Показать суду, участникам судебного разбирательства всю опасность содеянного потенциальным субъектом преступления, причины, в силу которых совершено преступление, правильно оценить личность подсудимого.

## Общие особенности
- Специфическая правовая направленность (доказывание, обоснование наличия факта преступления и виновности подсудимого)
- приоритетный характер во временно́м отношении (Обвинительная речь предваряет речь защитника)
- категоричность и наступательность
- чёткое обозначение структуры самой речи
- системность
- регламентированность уголовно-процессуальным законом

## Композиционная структура
В настоящее время в теории судебной речи существуют два варианта композиционной структуры:
В первом выделяются следующие структурные элементы: 1) вступление; 2) изложение состава преступления; 3) анализ и оценка добытых судом доказательств по делу; 4) квалификация преступления; 5) характеристика личности подсудимого, его отношения к содеянному преступлению, характеристика мотивов, причин и условий совершения его; 6) предположения относительно ответственности подсудимого.
Во втором: 1) вступительная часть; 2) изложение обстоятельств дела; 3) оценка доказательств, исследованных в ходе судебного следствия; 4) юридическая квалификация преступления; 5) характеристика подсудимого; 6) предложения о виде и размере наказания, об удовлетворении гражданского иска, соображения о возмещении материального ущерба и др.; 7) анализ причин и условий совершения преступления; 8) заключение.